# Церковь Воскресения Словущего (Колычево)
Церковь Воскресения Словущего — церковь Русской православной церкви в селе Колычево городского округа Домодедово Московской области.
Достопримечательности храма — резное изображение Спасителя, сидящего в темнице, и икона святой мученицы Анисии, которую с давних времён относили к Колычевской церкви.

## Обзор
Первое упоминание о селе Колычево относится к 1406 году. Деревня при Иване Грозном принадлежала боярину Никите Борисовичу Колычеву, который был убит под Казанью 20 октября 1552 года. В конце XVII века селом владели наследники Н. Б. Колычева: Иван Григорьевич и Григорий Иванович Колычевы. Григорий Иванович умер в 1570-х годах, его похоронили в московском Богоявленском монастыре в Китай-городе. Он завещал этому монастырю деревню Колычево.
В старину приход церкви в селе Колычево включал в себя целый округ деревень, расположенных на берегах реки Пахры. Духовным центром этих небольших деревень была церковь Воскресения Христова. Сюда приходили крестьяне на богослужения, здесь крестили детей, венчались молодожёны, отпевали умерших, а потом хоронили их на Колычевском кладбище.
В дозорных книгах за 28 июня 1687 года написано: «по указу великого господина Святейшего Иоакима Патриарха Московского Ивану Иванову сыну Шарапову да подьячему Дмитрию Октаеву велено ехать… в село Колычево…».
По архивным материалам от 4 июля 1687 года в селе Колычево у храма Воскресения Христова на территории кладбища находится двор священника Михаила Васильева, рядом дом дьякона Лариона Васильева, ближе к реке дом просфорницы Татьяницы Ивановой.
В 1687 году в приходе церкви Воскресения Христова в селе Колычево были: «двор попа, двор дьячка, двор просвирницы, да в селе Колычеве 19 дворов крестьянских, деревня Шестово — 16 дворов, деревня Семиврагова — 10 дворов, деревня Чурилково — 11 дворов, деревня Новлянская — 15 дворов, сельцо Котляково, а в нём двор помещика стольника Федора Федоровича Нарышкина и двор окольничего князя Ивана Михайловича Коркодинова, деревня Вялково — 14 дворов, деревня Воеводина — вотчина князя Ивана Коркодинова — 12 дворов, деревня Камкино — 14 дворов, деревня Киселиха — 14 дворов, вотчины Николаевского Угрешского монастыря деревня Киприянова — 10 дворов, вотчины Кириллова монастыря, что на Белоозере, деревня Елгозина — 11 дворов, деревня… в ней двор вотчинников Степана Чебышкина и 8 дворов крестьянских, вотчины княгини вдовы Ирины Борятинской сельцо Шишкино, а в нём двор вотчинников и 5 дворов крестьян, вотчины Троицы Сергиева монастыря деревня Жеребятьева — 5 дворов, дворцового села Пахрино в деревне Красино — 13 дворов, вотчины боярина Петра Ивановича Матюшкина сельцо Немчиново двор вотчинников и 5 дворов крестьян, сельцо Витовтова — Осипа Квашнина, в сельце двор помещиков, поместье стряпчего Льва Коковинского сельцо Лукино двор помещиков 3 двора крестьян».
По свидетельству князя И. А. Шелешпальского от 13 августа 1680 года в селе Колычево совершаются богослужения в деревянной церкви Воскресения Христова. Есть и хозяйственные постройки. Настоятелем в то время был священник Михаил Васильев.

## История
В конце XVIII века на месте старой деревянной церкви построили каменную часовню, а рядом с ней в 1697 году возвели белокаменную церковь в честь Воскресения Христова. За 300 лет до каменного храма в 10 саженях к северо-востоку от нынешнего храма стояла деревянная церковь. При церкви в то время состояли священники: Ларион Васильев (1710—1722) и Василий Родионов (1733).
Около 1711 года Александр Данилович Меншиков владел селом вплоть до своей ссылки в Берёзово. В 1781 году императрица Екатерина II удостоила Колычево «имени, прав и преимуществ города» под названием «Никитск» (в честь Никиты Борисовича Колычева) с примеживанием к нему особого уезда. В 1802 году Никитск исчез из списка городов России и снова стал селом Колычево.
Во время Отечественной войны 1812 года французские войска разграбили церковь, но после их ухода она была вновь освящена 16 ноября 1812 года.
С 1833 по 1863 год в селе Колычево служил священник Василий Иванович Кудрявцев, который после службы в Колычеве был переведен в Москву в церковь губернской тюремного замка в Бутырках.
В 1834 году к храму Воскресения Христова была пристроена трапезная тёплая церковь с двумя приделами: во имя Милостивого Спаса справа и во имя Собора Архистратига Михаила и прочих сил бесплотных слева. Надпись на южной стене трапезной гласит: «Сей храм сооружен во имя Спасителя в 1833 году».
В 1856 году церковь была обнесена каменной оградой с деревянными решётками, которую в 1868 году заменили железной.
В 1868 году своды трапезной были расписаны, а стены выкрашены в голубой цвет. К этому времени старая колокольня обветшала и в ней появились трещины. В 1871 году была заложена каменная колокольня, а 26 августа 1873 года она была достроена и освящена в честь Казанской иконы Божией Матери.
Проект новой пирамидальной колокольни был разработан выпускником Московского дворцового архитектурного училища В. Ф. Сикорским. Она была построена под его руководством на средства, пожертвованные С. Т. Сорокиным и Дмитрием Баклышовым, бывшим крестьянином из села Киселиха. Первые два яруса в плане являлись квадратными и были выложены кирпичом, проложенным для прочности белой лещадью. Верхний ярус имел вид правильного восьмигранника, в нём размещались 8 колоколов, самый большой из которых весил 258 пудов, второй — 90, а третий «вседневный» — более 50.
В 1895 году на выделенные средства помещицы М. Я. Мещериной было пристроено кирпичное здание. К церковному дому пристроили кирпичное здание школы на 66 мест с квартирой для учителя.
В 1922 году большевики конфисковали 17 риз икон и четыре драгоценных венца, 15 серебряных лампад общим весом 16 кг. По новому закону в 1925 году было создано Колычевское духовное общество под председательством церковного совета, которое обязывалось арендовать и храм, и всю церковную атрибутику у государства. Несмотря на жестокие гонения властей удавалось частично удовлетворить потребности верующих.
Однако в 1934 году был создан запрет на звон в колокола, и через несколько месяцев церковь закрыли, а часовню разогнали «за ненадобностью». Церковные утвари и иконы прихожане унесли по домам. Здание использовалось как склад, магазин, а колокольня была превращена в водонапорную башню. Старинное церковное кладбище пришло в упадок и погибало. Из многочисленных памятников и надгробий сохранились только три мрамора.
В 1992 году храм был возвращен Русской православной церкви. С 1996 года в нём проводились реставрационные работы и регулярные богослужения.
Активное возрождение храма началось в 1997 году с назначением туда по указу Митрополита Ювеналия настоятелем священника о. Александра (Голева). Осенью 1997 года было отмечено 300 лет со дня основания церкви. В ближайшие последующие годы был построен притвор, позолочены купола, реконструировано внешнее и внутреннее убранство храма. По проектам архитектора Ивана Канаева были восстановлены боковые приделы во имя Всемилостивого Спаса и Архистратига Михаила, спроектированы иконостасы, являющиеся «архитектурными шедеврами».
В июле 2010 года состоялось великое освящение восстановленной церкви.